# The Two Harbors Socialist
The Two Harbors Socialist var en socialistisk lokaltidning i Two Harbors, Minnesota. Det första numret av tidningen publicerades i juni 1913; redaktör var svenskfödde Jules J. Anderson.